# Protipapež
Protipapež je naziv za cerkvenega dostojantvenika, ki si je prilastil naziv in funkcijo papeža, oziroma se je dal na to mesto izvoliti. Ko govorimo o protipapežu pomeni, da sta hkrati kot voditelja Rimskokatoliške Cerkve nastopala dva papeža, izmed katerih je kasneje zgodovinska znanost enega prepoznala za pravega, drugega pa za lažnega. V splošnem ima protipapež negativni prizvok, saj veljajo za povzročitelje verskih razkolov.